# ルベン・イランソ
ルベン・イランソ・レンディネス（Rubén Iranzo Lendínez、2003年3月14日 - ）は、スペイン・バレンシア州ピカーニャ出身のサッカー選手。バレンシアCF・メスタージャ所属。ポジションはDF。

## クラブ経歴
バレンシア州のピカーニャに生まれ、2011年にバレンシアCFのカンテラに入団した。2021年6月8日、バレンシアとの契約を2025年まで延長し、Bチーム昇格が決まった。
2021年12月20日、ラ・リーガのレバンテUD戦にて、クリスティアーノ・ピッチーニとの交代でトップチームデビューを飾った。